# Майкл Міфсуд
Майкл Міфсуд (англ. Michael Mifsud, нар. 17 квітня 1981, П'єта) — мальтійський футболіст, нападник клубу «Сліма Вондерерс». Найкращий бомбардир збірної Мальти в історії. Був визнаний спортсменом року на  Мальті в 2001 і 2003 роках.

## Клубна кар'єра
Вихованець «Сліми Вондерерс». Дебютував за клуб в сезоні 1997-98, зігравши за команду 6 матчів і допоміг команді зайняти третє місце в  мальтійському чемпіонаті. В наступному сезоні 1998/99 закріпився в основному складі клубу, забивши в 23 матчах 8 м'ячів. Клуб Міфсуда за підсумками чемпіонату знову зайняв третє місце. Після цього Майкл привернув увагу  скаутів «Манчестер Юнайтед», в якому потім пройшов перегляд у липні 1999 року, проте не зміг вразити якістю гри керівництво клубу і залишився на Мальті. В сезоні 1999/00 забив за «Сліму» 21 гол в 28 матчах, проте клуб посів лише четверте місце в чемпіонаті, проте допоміг команді виграти Кубок Мальти. В сезоні 2000/01, що приніс «Слімі» друге місце, Майкл Міфсуд забив 20 голів в 25 матчах. 
Влітку 2001 року перейшов в «Кайзерслаутерн» з німецької Бундесліги. Регулярно забивав за резервну команду клубу, проте в 21 грі за першу команду забив лише 2 голи, виходячи на заміни в кінцівках матчів. 
У 2003 році повернувся в  «Сліму Вондерерс», у складі якої став чемпіоном та володарем кубка Мальти сезону 2003/04. 
Відразу після цього Міфсуд підписав контракт з норвезьким «Ліллестрем», в якому провів три сезони. Звідти нападник відправився в Англію, де виступав за «Ковентрі Сіті» та «Барнслі» в Чемпіоншипі. 
2010 року футболіст повернувся на Мальту, де виступав за «Валетту», «Кормі» і знову 2011 року повернувся в «Валлетту», з якою в сезоні 2012 став чемпіоном країни. 
Протягом сезону 2013/14 виступав за австралійський «Мельбурн Харт», проте закріпитися в новій команді не зумів, забивши лише один гол.
До складу клубу «Сліма Вондерерс» приєднався влітку 2014 року.

## Виступи за збірну
10 лютого 2000 року дебютував в офіційних матчах у складі національної збірної Мальти в грі проти Албанії. Наразі провів у формі головної команди країни 105 матчів, забивши 39 голів.

## Титули і досягнення
- Чемпіон Мальти (3):

«Сліма Вондерерс»: 2003-04
«Валетта»: 2011-12, 2015-16
- Володар Кубка Мальти (2):

«Сліма Вондерерс»: 1999-2000
«Валетта»: 2009-10
- Володар Суперкубка Мальти (4):

«Сліма Вондерерс»: 2000
«Валетта»: 2011, 2012, 2016
- Найкращий бомбардир Чемпіонату Мальти (2):

«Сліма Вондерерс»: 1999-2000, 2000-01